# Élections législatives de 1906 dans l'Eure
Les élections législatives dans l'Eure, ont lieu les dimanches 6 mai 1906 et 20 mai 1906.
Elles ont pour but d'élire les 6 députés représentant le département à la Chambre des députés pour un mandat de quatre années.

## Mode de scrutin
L'élection se fait au scrutin d'arrondissement, soit un mode uninominal majoritaire à deux tours.
La circonscription pour l'élection est l'arrondissement.
Le scrutin est individuel, chaque arrondissement élisant un député.
Les arrondissements qui ont plus de cent mille habitants sont divisés. Dans ce cas on élit un député par circonscription électorale.
L'article 18 précise qu'il faut réunir pour être élu au premier tour :
1. La majorité absolue des suffrages exprimés ;
2. Un nombre de suffrages égal au quart des électeurs inscrits.

Au deuxième tour la majorité relative suffit. En cas d'égalité c'est le plus âgé qui est élu.

## Résultats par arrondissement
- Les résultats viennent de la vérification des pouvoirs effectuée par la Chambre des députés, consignés dans le Journal Officiel, Débats parlementaires[1].

### Arrondissement des Andelys
- Elle regroupe tous les cantons de l'arrondissement, au nord-est du département.

|                | Louis Passy *  | Libéral        | 8 596  | 63,18  |  |  |
|                | Drouet         | Rép G          | 4 998  | 36,74  |  |  |
|                |                |                |        |        |  |  |
| Inscrits       | Inscrits       | Inscrits       | 16 024 | 100,00 |  |  |
| Votants        | Votants        | Votants        | 13 700 | 85,50  |  |  |
| Blancs et nuls | Blancs et nuls | Blancs et nuls | 95     | 0,69   |  |  |
| Exprimés       | Exprimés       | Exprimés       | 13 605 | 99,31  |  |  |

*sortant

### Arrondissement de Bernay
- Elle regroupe tous les cantons de l'arrondissement, à l'ouest du département.

| Candidats      | Candidats       | Étiquette      | Premier tour | Premier tour |
| Candidats      | Candidats       | Étiquette      | Voix         | %            |
| -------------- | --------------- | -------------- | ------------ | ------------ |
|                | Louis Fouquet * | Conservateur   | 8 360        | 62,27        |
|                | Leneveu         | Rép G          | 5 052        | 37,63        |
|                |                 |                |              |              |
| Inscrits       | Inscrits        | Inscrits       | 15 894       | 100,00       |
| Votants        | Votants         | Votants        | 13 494       | 84,90        |
| Blancs et nuls | Blancs et nuls  | Blancs et nuls | 69           | 0,51         |
| Exprimés       | Exprimés        | Exprimés       | 13 425       | 99,49        |

*sortant

### Arrondissement d’Évreux

#### 1recirconscription
- Elle regroupe les cantons de l'est de l'arrondissement, soit ceux de Évreux-Nord, Évreux-Sud, Vernon, Pacy-sur-Eure et de Saint-André-de-l'Eure, au sud-est du département.

|                | Abel Lefèvre * | Rad ind        | 8 510  | 59,42  |  |  |
|                | Valframbert    | Progressiste   | 5 288  | 36,92  |  |  |
|                | Jean Dubois    | SFIO           | 475    | 3,32   |  |  |
|                |                |                |        |        |  |  |
| Inscrits       | Inscrits       | Inscrits       | 17 361 | 100,00 |  |  |
| Votants        | Votants        | Votants        | 14 453 | 83,25  |  |  |
| Blancs et nuls | Blancs et nuls | Blancs et nuls | 131    | 0,91   |  |  |
| Exprimés       | Exprimés       | Exprimés       | 14 322 | 99,12  |  |  |

*sortant

#### 2ecirconscription
- Elle regroupe les cantons de l'ouest de l'arrondissement, soit ceux de Conches-en-Ouche, Rugles, Breteuil, Damville, Verneuil et de Nonancourt, au sud du département.

|                | Modeste Leroy *               | Rép G          | 7 870  | 63,69  |  |  |
|                | Robert Gouhier de Petiteville | Libéral        | 4 483  | 36,28  |  |  |
|                |                               |                |        |        |  |  |
| Inscrits       | Inscrits                      | Inscrits       | 14 756 | 100,00 |  |  |
| Votants        | Votants                       | Votants        | 12 448 | 84,36  |  |  |
| Blancs et nuls | Blancs et nuls                | Blancs et nuls | 92     | 0,74   |  |  |
| Exprimés       | Exprimés                      | Exprimés       | 12 356 | 99,26  |  |  |

*sortant

### Arrondissement de Louviers
- Elle regroupe tous les cantons de l'arrondissement, au centre-nord du département.

|                | Charles Aubourg de Boury * | Progressiste   | 9 393  | 99,56  |  |  |
|                |                            |                |        |        |  |  |
| Inscrits       | Inscrits                   | Inscrits       | 16 045 | 100,00 |  |  |
| Votants        | Votants                    | Votants        | 11 534 | 71,89  |  |  |
| Blancs et nuls | Blancs et nuls             | Blancs et nuls | 2099   | 18,20  |  |  |
| Exprimés       | Exprimés                   | Exprimés       | 9 435  | 81,80  |  |  |

*sortant

### Arrondissement de Pont-Audemer
- Elle regroupe tous les cantons de l'arrondissement, au nord-ouest du département.

|                | Tanneguy Le Bœuf d'Osmoy * | Progressiste-Libéral | 9 196  | 99,20  |  |  |
|                |                            |                      |        |        |  |  |
| Inscrits       | Inscrits                   | Inscrits             | 16 957 | 100,00 |  |  |
| Votants        | Votants                    | Votants              | 11 846 | 69,86  |  |  |
| Blancs et nuls | Blancs et nuls             | Blancs et nuls       | 2 576  | 21,75  |  |  |
| Exprimés       | Exprimés                   | Exprimés             | 9 270  | 78,25  |  |  |

*sortant